# 貓鼻頭木藍
貓鼻頭木藍（学名：Indigofera byobiensis）为豆科木藍屬下的一个种。